# Io sono vendetta - I Am Wrath
Io sono vendetta - I Am Wrath (I Am Wrath) è un film del 2016 diretto da Chuck Russell, al ritorno alla regia dopo 14 anni di assenza.

## Trama
Columbus, Ohio. L'ex membro delle forze speciali Stanley Hill, perde la moglie durante un tentativo di rapina in un parcheggio. Quando vede che la polizia rilascia il colpevole poiché giudicato testimone inaffidabile dopo il colpo subito in testa da parte degli attentatori, torna in contatto con il suo ex socio Dennis, il quale lo aiuterà a farsi giustizia da sé. Stanley scoprirà infatti che dietro l'omicidio della moglie c'è addirittura lo zampino del Governatore, il quale voleva che la moglie di Stanley, che lavorava per lui, divulgasse dati ambientali falsificati affinché potessero ottenere il nullaosta per la costruzione di un oleodotto. Alla fine Stanley riuscirà a compiere la sua vendetta ma verrà arrestato dalla polizia dopo un conflitto a fuoco in cui rimarrà ferito. Sempre con l'aiuto del socio Dennis però, riesce a fuggire dall'ospedale dov'era ricoverato e a far perdere le sue tracce, rifugiandosi a San Paolo, in Brasile.

## Accoglienza
Il film è stato accolto da recensioni negative. Sul sito Rotten Tomatoes il film detiene un 11% di gradimento basato su 9 recensioni professionali, con un voto medio di 3/10.